# مهدی کرباسیان
مهدی کرباسیان (زاده دوم فروردین ۱۳۳۰، اصفهان) سیاستمدار و مدیر ارشد ایرانی است. آخرین سمت او معاون وزیر صنعت، معدن و تجارت و رئیس هیئت عامل سازمان توسعه و نوسازی معادن و صنایع معدنی ایران (ایمیدرو) بود که در مهر ماه ۱۳۹۷ و به موجب قانون منع به‌کارگیری بازنشستگان، از سمت خود استعفا داد. وی در مقطع دکترای مدیریت از دانشگاه پیسلی اسکاتلند فارغ‌التحصیل شده و برادر بزرگتر مسعود کرباسیان (وزیر سابق امور اقتصادی و دارایی سابق ایران و مدیرعامل پیشین شرکت ملی نفت ایران) می‌باشد.

## کتاب‌ها[نیازمند منبع]
- بررسی ضرورت‌های بازنشستگی ایران
- تطبیق اقتصاد اسلامی سرمایه‌داری، سوسیالیستی
- تأمین اجتماعی و بازنشستگی در ایرن

## نشان‌های دریافتی ملی
- نشان درجه ۲ لیاقت و مدیریت
- نشان درجه ۲ خدمت